# Fiat-SPA TL37
Il Trattore Leggero TL37 è un trattore d'artiglieria prodotto dalla Società Piemontese Automobili (SPA) ed adottato dal Regio Esercito prima e dall'Esercito Italiano poi.

## Sviluppo
Il TL37 fu scelto dal Regio Esercito nel 1938 in una competizione tra Breda e SPA per un trattore d'artiglieria leggero (TL sta appunto per Trattore Leggero) a trazione integrale per il traino meccanico dell'artiglieria divisionale. Operò con ottimi risultati sui fronti di Africa Settentrionale, Russia e Balcani durante la seconda guerra mondiale. Oltre ad essere utilizzato da Regio Esercito, Regia Marina e Regia Aeronautica, fu acquistato dall'Ungheria. Dopo l'armistizio fu prodotto ed utilizzato dalla Wehrmacht e, a guerra finita, rimase in servizio fino al 1948 nell'Esercito Italiano.

## Caratteristiche
La configurazione del TL37 era abbastanza innovativa per il tempo: la cabina avanzata e le 4 ruote motrici tutte sterzanti riducevano il raggio di sterzata ad appena 4,5 metri, qualità molto utile per la messa in batteria dei pezzi. L'accensione era a manovella, montava fari ad acetilene e posteriormente un verricello da 2 tonnellate di portata. Trasportava 5 artiglieri oltre al conduttore e 250 kg di munizioni nel baule posteriore.
Oltre al traino del cannone 75/27 Mod. 1906 e dell'obice Škoda 10 cm Vz. 1914, venne utilizzato per il traino di rimorchi, cucine rotabili e per il recupero mezzi in panne o allestito come carro radio o autobotte per il rifornimento carburanti.
La versione TL37 Libia era equipaggiata con pneumatici "Artiglio"; il TL37 Sahariano ed il TL37 Coloniale invece montavano serbatoi ausiliari di carburante. Al genio fu assegnato il TL37 Pontiere.
Inoltre partendo dal trattore furono sviluppati: l'autocannone Fiat-SPA TL37 Libia 75/27 Mod. 1911, l'Autocarro Sahariano AS37, il trasporto truppe Autoprotetto S37 e l'autoblindo SPA-Viberti AS43.
Da notare come sebbene la SPA disponesse delle tecnologie più innovative, fu obbligata dal bando del Regio Esercito a dotare il veicolo di un antiquato motore a valvole laterali (i nuovi motori a valvole in testa erano considerati, dallo Stato Maggiore, meno affidabili per il rischio che le valvole, in caso di rottura, avrebbero danneggiato il motore).
Un altro elemento osteggiato dal Regio Esercito erano le batterie in generale, considerate fonte di problemi: per questi motivi il mezzo disponeva solo di fari ad acetilene (nelle versioni costruite dopo la guerra l'illuminazione fu implementata con due fari elettrici) e soprattutto poteva essere avviato solo a mano, mancando il motorino d'avviamento. Questo creò particolari problemi sul fronte russo, dove molti veicoli furono abbandonati proprio per l'impossibilità di riaccenderli in quanto il gelo aveva solidificato l'olio.

## Versioni

### Fiat-SPA TL37 Libia 75/27 Mod. 1911
Questo mezzo venne realizzato in 20-30 esemplari dopo lo scoppio delle ostilità nelle officine libiche del 12º Autoraggruppamento AS (Africa Settentrionale), essenzialmente per compensare la carenza di cannoni autopropulsi. Si tratta di un TL37 modello Libia con la parte posteriore del telaio modificata per accogliere un cannone 75/27 Mod. 1911, privato delle ruote, con scudo ridotto in altezza e settore di tiro limitato al settore anteriore. In configurazione di marcia la canna era rizzata anteriormente tra i posti del conduttore e quello del capopezzo. In alcuni esemplari queste due postazioni erano protette da una scudatura anteriore. Dietro al pezzo prendevano posto su due sedili i serventi.
Venne assegnato alle batterie del XVI Gruppo Autoportato del Raggruppamento Celere A.S. e, nel 1942, 136º Reggimento Artiglieria Motorizzata della 136ª Divisione corazzata "Giovani Fascisti", che combatté in Tunisia nel 1943.